# Histoire de la femme cannibale
Histoire de la femme cannibale est un roman de l’écrivaine française guadeloupéenne Maryse Condé publié en 2003.

## Thèmes
Rosélie, est une jeune femme d’origine Guadeloupéenne qui se retrouve au Cap en Afrique du Sud, sur cette terre propice à  tous les racismes. Cette femme mariée avec un blanc brave les angoisses de la vie d'un couple mixte. Le jeune couple vit pendant vingt ans le parfait amour. Mais Rosélie, faible et noyée dans une mare de tourments intimes, manque d'équilibre, d’assurance. Elle ne parvint pas à se défendre des Blancs qui lui contestent le droit d'exister, ni des Noirs qui lui reprochent de trahir la race.
La cohabitation entre Blancs et Noirs n’est pas cependant ce qui prime dans ce roman en dépit du fait de la présence d’un couple mixte. 
En effet Maryse Condé fait une sorte d’état des lieux de la condition féminine en Afrique mais également de la condition des immigrés. L’Afrique du Sud connaît en effet une augmentation de l’immigration en raison des guerres, de la dictature dans certains autres pays africains. L'auteure répertorie d’autres fléaux comme la pauvreté, le SIDA, la violence entre autres.

## Commentaires
Rosélie est considérée comme une femme noire chez les Blancs et métisse pour les Noirs, étant blanchie en raison de son union conjugale. Histoire de la femme cannibale aborde avec beaucoup de profondeur la complexité des relations interraciales et en particulier celle des couples mixtes. L'auteure jette également un regard sombre sur cette Afrique du Sud violente, déboussolée, ayant du mal à se défaire du traumatisme de l’apartheid. Par la présentation de quelques personnages qui pénètrent dans la sphère de Rosélie, patients de la médium, amies, relations de Stephen, prétendants ou interlocuteurs, Maryse Condé nous fait découvrir cette société sud-africaine multiculturelle et terre de migration pour ces nombreux Africains qui ont fui les tragédies de leur propre pays en proie à la guerre ou la famine.
Lors de sa rencontre avec Lisa et Richard (pages 136-137), couple blanc ami de Stephen, dont Rosélie subit passivement le racisme « Produits de siècles de racisme et d’exclusion du Noir, Lisa et Richard étaient incapables de regarder Rosélie dans les yeux, de se comporter avec elle comme avec un autre être humain ». Leur gêne devant cette femme noire démontre bien que la couleur de peau creuse un fossé parmi les individus.
Dans son entourage également, Rosélie suscite l’incompréhension de ses proches à cause de son union avec Stephen. Plusieurs fois cette question « Qu’est-ce que tu fous avec ce Blanc » demeure comme on peut le constater à la page 230. 
L’écriture  de Condé accentue ce racisme réciproque au Cap. Les Blancs n’aiment pas les Noirs mais également les Noirs  ne supportent pas les Blancs.  L’auteure explique par la voix de Simone que « ça va péter à St Pierre. Les Blancs se jetteront sur les Noirs ». Les Noirs sur les Blancs. Avec la majuscule de Noirs et de Blancs, nous avons l’impression qu’il s’agit d’un nom commun, d’une identité collée centrale à la personne.
Nous retrouvons une sorte de racisme géographique où les Blancs habitent certains quartiers spécifiques et les Noirs dans d’autres quartiers. Il y a une délimitation par rapport aux lieux d’habitation. La présence de Khayelitsha  qui « était un des plus monstrueux héritages de l’apartheid. Il surgissait des sables de False Bay cille un formidable bantoussan érigé aux portes du Cap convoité, interdit, inaccessible. Il avait été conçu à la fois pour assigner à résidence, le plus loin possible de la ville blanche, ceux qui y travaillent et pour retenir les indésirables à la recherche d’un emploi. Le plan était qu’à terme Nyanga, Langa, Guguletu soient vidés de leur population et que tous les Noirs soient parqués et maintenus de force à Khayelitsha »,
.